# Joanna Małaczewska
Joanna Małaczewska – polska lekarz weterynarii, doktor habilitowany nauk weterynaryjnych, profesor na Uniwersytecie Warmińsko-Mazurskim w Olsztynie, specjalistka od mikrobiologią i immunologią.

## Kariera naukowa
W 1999 roku na Akademii Rolniczo-Technicznej w Olsztynie uzyskała tytuł lekarza weterynarii. W 2003 roku na Wydziale Medycyny Weterynaryjnej Uniwersytetu Warmińsko-Mazurskiego uzyskała stopień doktora nauk weterynaryjnych na podstawie rozprawy pt. Wpływ dimeru lizozymu (KLP-602) i Methiosoprinolu na namnażanie się wybranych wirusów w hodowlach komórek i w zarodkach kurzych. W tym samym roku została zatrudniona na tejże uczelni, a w 2015 roku uzyskała na niej stopień doktora habilitowanego nauk weterynaryjnych na podstawie pracy pt. Wpływ komercyjnych nanokoloidów srebra i złota na wybrane parametry układu immunologicznego myszy.